# Axel Lilliehöök (militär)
Axel Fredrik Lilliehöök af Gälared och Kolbäck, född 28 december 1830 i Göteborg, död 15 maj 1904 i Karlstad, var en svensk militär.
Axel Lilliehöök var son till major Fredrik Lilliehöök och Augusta Fredrika Charlotta von Nolcken. Han blev kadett vid Krigsakademein på Karlberg 1846 och utexaminerades därifrån 1853. Lilliehöök blev underlöjtnant vid Göta artilleriregemente 1853, transporterades som underlöjtnant till Värmlands fältjägarkår 1855, blev löjtnant där 1857, kapten 1874, major i fältjägarkåren 1878 och vid fältjägarkåren 1881 samt överstelöjtnant och premiärmajor vid Älvsborgs regemente 1885. Han var chef för Värmlands fältjägarkår 1887–1894 och befordrades 1892 till överste. Lilliehöök blev 1877 riddare och 1894 kommendör av andra klass av Svärdsorden.